# Чемошур (Увинський район)
Чемошу́р (рос. Чемошур) — починок у складі Увинського району Удмуртії, Росія.

## Населення
Населення — 82 особи (2010; 108 в 2002).
Національний склад станом на 2002 рік:
- росіяни — 56 %
- удмурти — 34 %

## Урбаноніми[3]
- вулиці — імені Калініна, Калініна, Шкільна